# Роберт де Вікфорд

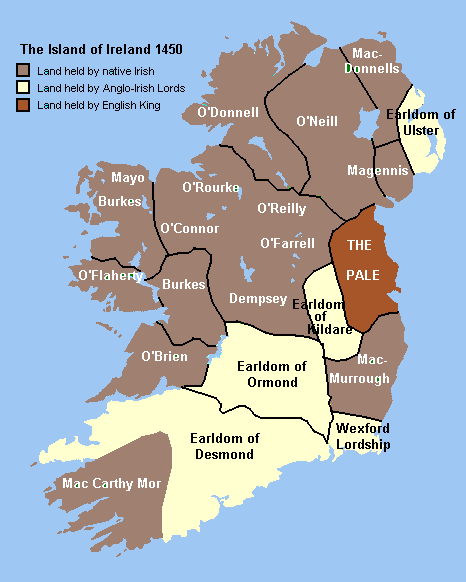
Ірландія в середні віки. Показані англійські володіння, володіння графів Ормонд та Фіцджеральд, володіння незалежних ірландських кланів та королівств.

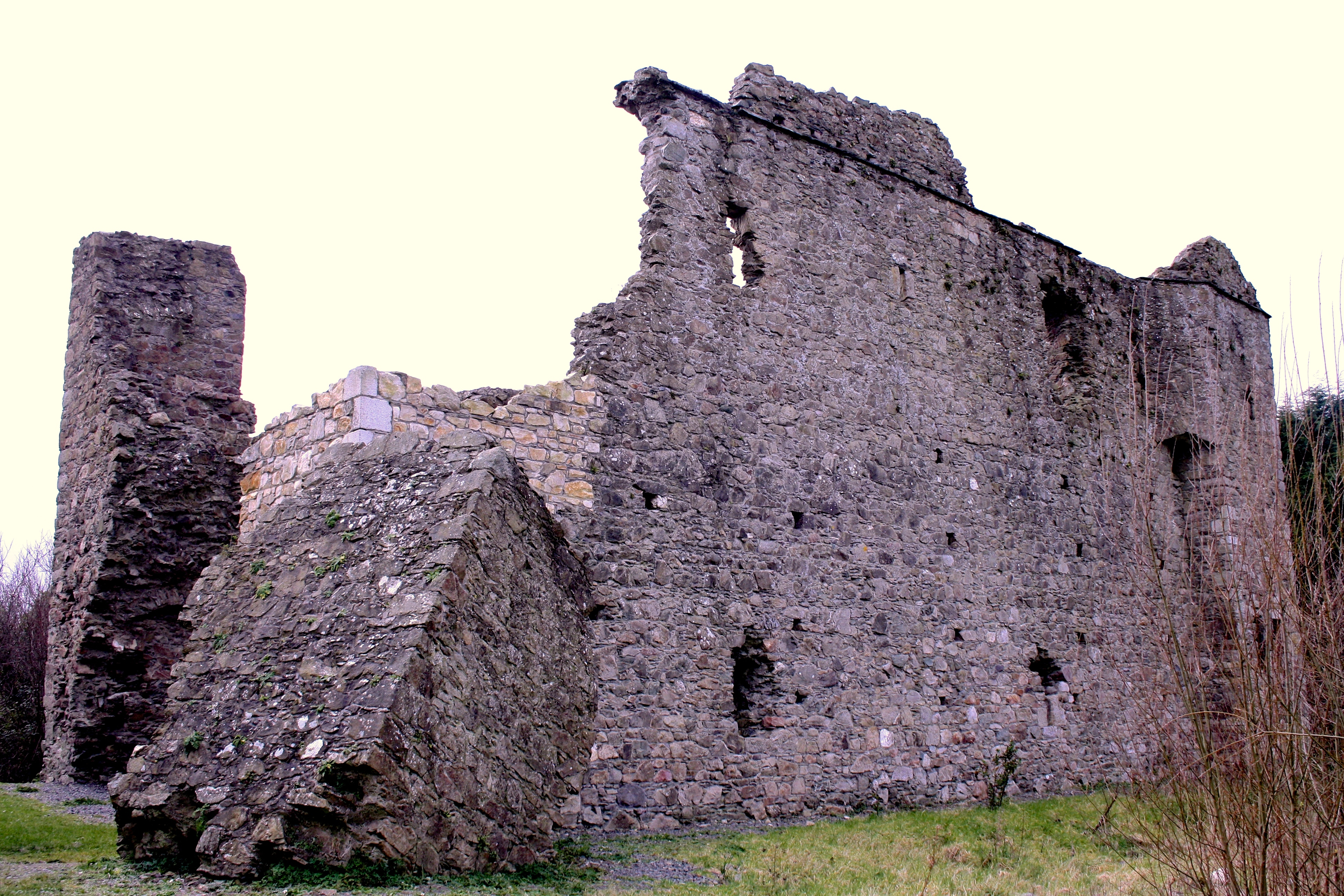
Руїни замку Кіндлстаун.

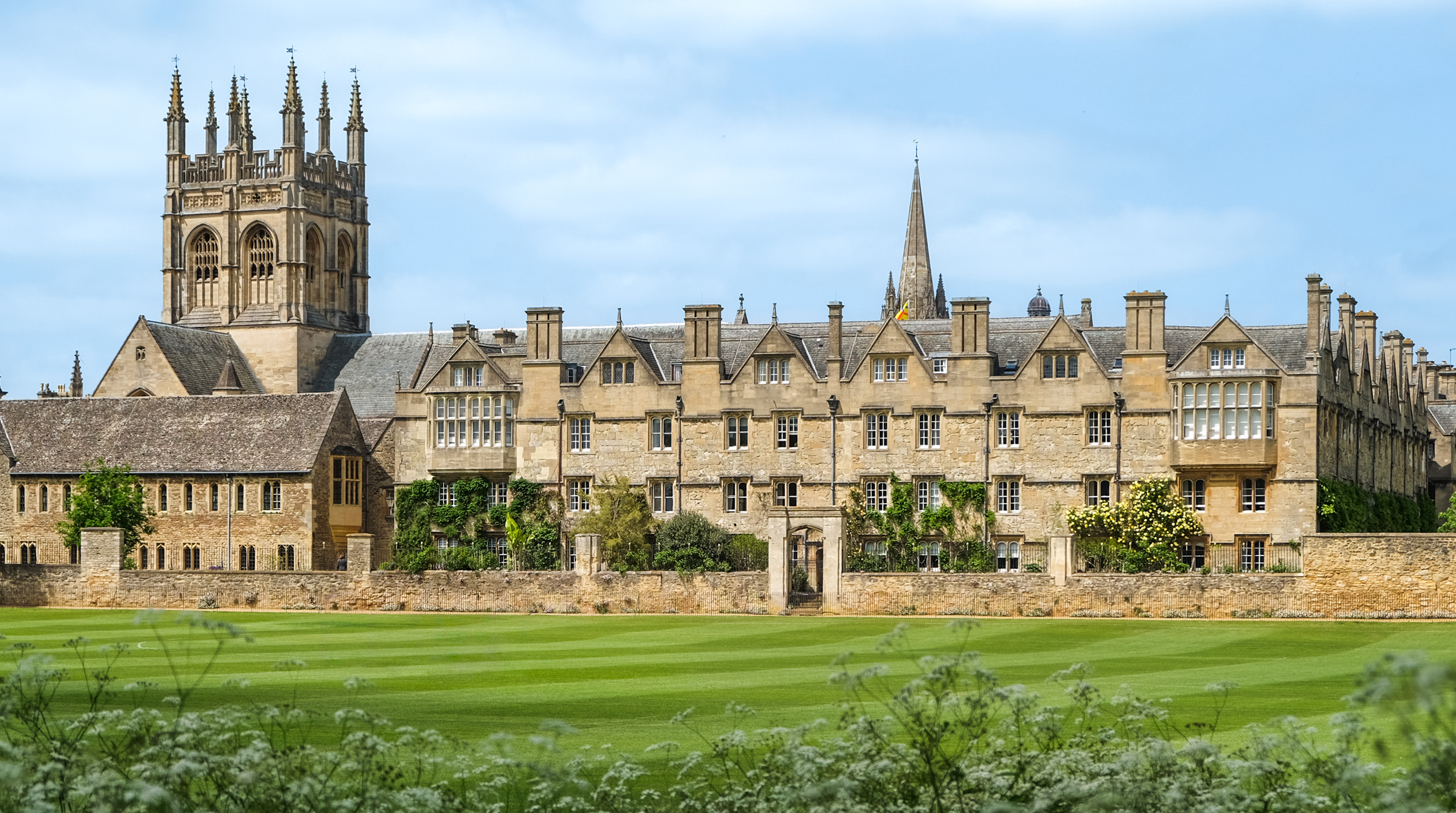
Мертон-коледж, Оксфорд.

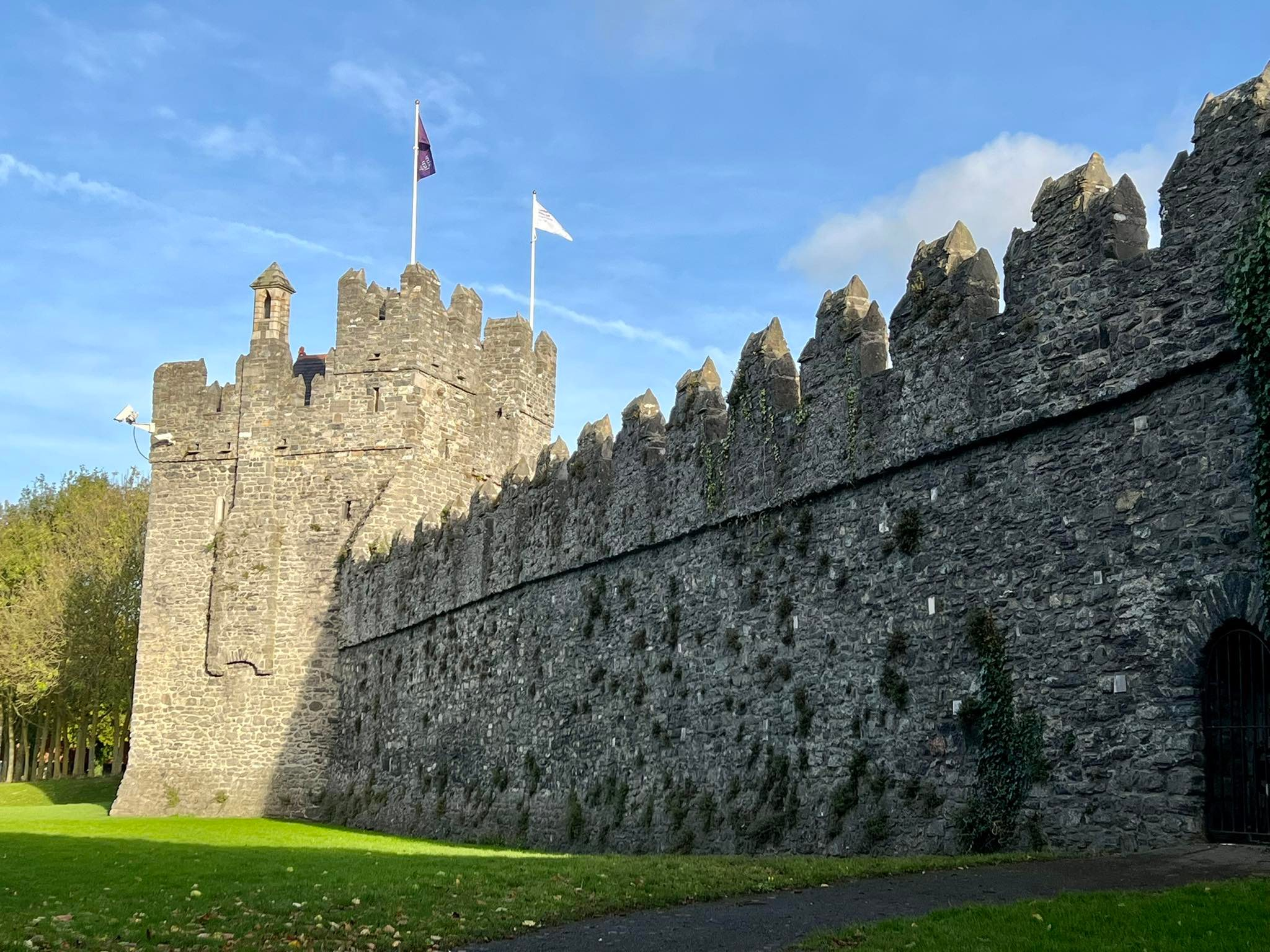
Замок Сворд.

Роберт Вікфорд або Роберт де Вікфорд (англ. - Robert Wikeford or Robert de Wikeford) (бл. 1320 — 29 серпня 1390) — відомий ірландський дипломат, політик, юрист, суддя, державний, військовий та церковний діяч англійського походження, лорд-канцлер Ірландії та архієпископ Дубліна, примас Ірландії.

## Життєпис

### Походження
Роберт де Вікфорд народився у Вікфорді в Ессексі, Англія, він належав до родини де Вікфорд або Вайкфорд, які, як кажуть, були лордами маєтку Вікфорд-Холл [1]. Роберт де Вікфорд був стипендіатом коледжу Мертон, Оксфорд, близько 1340 – 1341 років, і після своєї смерті заповів коледжу свої вівтарні тканини. Він отримав ступінь доктора права до 1368 року. Він став клерком в англійській канцелярії та був призначений архідияконом Вінчестера в 1368 році [2]. 

### Рання кар’єра
Очевидно, Роберт де Вікфорд був людиною зі значними дипломатичними та військовими здібностями, і король Англії та Ірландії Едуард III доручив йому низку дипломатичних місій, зокрема, місію до графа Людовіка II Фландрського, місію до Йоанни, герцогині Брабантської та місію до короля Педро IV Арагонського. У 1373 році він отримав звання коннетабля Бордо, а потім приєднався до сенешаля в уряді Аквітанії, що була тоді володіннями Англії. Король називав Вікфорда «нашим улюбленим писарем» [3]. Про нього писали як про доктора обох законів (тобто канонічного та загального права) [4]. 
Ірландський історик О’Фланаган [1] писав, що в 1375 році королівські судді в Аквітанії, сер Гай де Брайан і Едмунд Мортімер, ІІІ граф Марч, у судовому процесі, поданому Іво Босто проти Роберта де Вікфорда, винесли вирок проти нього, не заслухавши свідчення на його захист та наклали на нього дуже суворі фінансові санкції. Роберт де Вікфорд подав апеляцію до короля в Таємній Раді Англії, і король негайно наказав скасувати вирок [3][5]. Цей епізод свідчить про те, що Роберт де Вікфорд, хоч і був цінним слугою корони, не був популярним.
На нього також подав до суду інший королівський клерк на ім'я Томас, який домігся вироку проти нього на 10 фунтів стерлінгів (велика сума на той час) незадовго до його переїзду в Дублін [1]. На збентеження Роберта де Вікфорда, Томасу було дозволено видати судовий лист про конфіскацію будь-яких земель, якими володів архієпископ в Ірландії [3]. 

### Кар’єра в Ірландії
У 1375 році, після смерті Томаса Майнота, Роберт де Вікфорд був обраний архієпископом Дубліна, деканом і капітулом собору Святого Патріка [6], як це було звичайною практикою того часу, а через рік він став лорд-канцлером Ірландії. У 1378 році Корона наказала виплатити йому заборгованість із зарплати лорд-канцлера Ірландії в розмірі 10 фунтів стерлінгів, часткову виплату зарплати за весь рік у 40 фунтів стерлінгів. Наступного року було зроблено таке ж [7].
Ірландський історик О’Фланаган вважає (незважаючи на відсутність письмових записів про цей період), що він був талановитим і сумлінним лорд-канцлером [1]. Крім своєї судової діяльності, він виконував низку офіційних обов’язків, у тому числі проведення парламенту в Каслдермоті. Як було прийнято для архієпископства Дубліна, йому було надано маєток Свордс на північ від Дубліна та право проводити там ярмарок. У 1378 році він поскаржився на те, що сер Ніколас Даґворт, чиновник, посланий керувати Ірландією після відкликання сера Вільяма де Віндзора, несправедливо позбавив його маєтку Свордс під незрозумілим юридичним приводом: зрештою Вікфорд повернув маєток. Він також тримав замок Кіндлстаун у Делгані, графство Віклоу.
У 1381 році він домігся надання клерикальної субсидії ірландському духовенству. Він головував на сесії парламенту, яка відбулася в Наасі (Ірландія) в 1382 - 1383 роках, депутати якої закликали його залишитися в Ірландії, де вони зможуть скористатися його мудрістю та досвідом. Наступного року він відвідав Англію у службових справах, пов’язаних із його архієпархією, а також для інформування Таємної Ради Англії про ірландські справи. Він зробив те, що було описано як «типово апокаліптичне передбачення загибелі» щодо загрози англійської колонії Пейл з боку непокірних ірландських кланів. 
Близько 1385 року він залишив посаду лорд-канцлера Ірландії, як стверджували, через його запеклі суперечки з лорд-лейтенантом Ірландії сером Філіпом Кортнеєм і з могутньою династією Батлерів, очолюваною Джеймсом Батлером, ІІІ графом Ормонд, який сам був лорд-лейтенантом Ірландії [9]. Кортні поскаржився на Вікфорда королю Англії. На відміну від свого діда Едуарда III, король Річард ІІ не дуже цінував заслуги Вікфорда перед Короною і суворо критикував його за перевищення своїх повноважень [9]. Витоки ворожнечі між Ормондом і Вікфордом не зовсім зрозумілі, хоча Вікфорд уже вступив у конфлікт із Батлерами, чию владу та вплив він, очевидно, ненавидів, а також із сером Ніколасом Дагвортом, спеціальним представником корони, посланим до Дубліна в 1378 році, щоб взяти на себе тимчасову виконавчу владу повноважень і розслідувати неналежне управління Дублінського уряду. Недобрі стосунки між Вікфордом і Дагвортом закінчилися кровопролиттям. Вікфорд також скаржився Таємній Раді Ірландії, що Даґворт несправедливо захопив маєток Свордс, який був наданий Вікфорду довічно Короною Англії і був серцевиною традиційних маєтків архієпископа. Що стосується Кортні, то він мав репутацію людини необдуманої, запальної та темпераментної, і з того, що ми знаємо про Вікфорда, він, здається, мав досить схожий конфліктний характер [9]. 
З віком його обов’язки предстоятеля ставали дедалі обтяжливішими для нього. Ще в 1383 році він звернувся до корони з проханням дозволити йому повернутися до Англії, але йому було відмовлено на тій підставі, що через його знання ірландських справ там все ще потрібні його послуги, про що також заявив парламент Ірландії в Наасі. Він був в Англії під час кризового 1387 року, коли король і його супротивники рухалися до збройного конфлікту, і був присутній на Великій Державній Раді, скликаній королем у Ноттінгемі. Незважаючи на їхні минулі розбіжності, він показав себе під час цієї кризи твердим прихильником короля.
У 1390 році йому було дозволено повернутися до Англії на рік в надії покращити своє здоров'я, але він помер в Англії 29 серпня того ж року.

## Характер
Історик О’Фланаган хвалить його як мудрого та вченого суддю та людину великих здібностей [1], а історик Вілліс виносить такий же сприятливий вердикт [8]. Як архієпископа його хвалили за активність і розсудливість в управлінні Дублінським престолом [8]. Проте спрощений вирок, винесений проти нього в Аквітанському судовому процесі, без дозволу Вікфорду виступити на свій захист, свідчить про те, що у нього були впливові вороги. Як лорд-канцлер Ірландії, його сварки з лорд-лейтенантом Ірландії, спеціальним посланником Ніколасом Дагвортом і графом Ормондом заслужили йому сувору догану з боку короля Англії та Ірландії Річарда II [9]. Ворожнеча з Дагвортом закінчилася бунтом, під час якого загинула людина, хоча немає жодних доказів того, що Вікфорд був особисто залучений до цього [11]. Будучи архієпископом, він продемонстрував суворішу сторону свого характеру, жорстоко вигнавши всіх жебраків зі своєї єпархії в 1376 році, незважаючи на протести, що багато з них, аж ніяк не «нероби та волоцюги», а наполегливо працювали над відновленням собору Святого Патрика в Дубліні, за часів попередника Вікфорда Томаса Мінота [3]. 